# Lassena Fofana
Lassena Mamady Fofana (nac. 10 de octubre de 2005 en Koulikoro, Malí) es un baloncestista maliense. Con una altura de 1.98 metros, su posición habitual es la de pívot.  

## Trayectoria
Captado por el Cáceres Patrimonio de la Humanidad a los 13 años, se formó en las categorías inferiores de dicho club, integrando el equipo filial de Liga EBA desde la temporada 2020/21 y alternando su participación con convocatorias del primer equipo, con el qué debutó a la edad de 15 años en LEB Oro y se convirtió en el jugador más joven en hacerlo en la historia del club.
En 2021/22 promedia 5.8 puntos y 5.1 rebotes en el filial de Liga EBA y disputa cuatro encuentros de LEB Oro con el primer equipo (dos de ellos en el Play-off de ascenso). 
Poco antes de comenzar la campaña 2022/23 sufrió una grave lesión (rotura de ligamento anterior cruzado de la rodilla), pasando la temporada en blanco.
Firmó en la temporada 2023/24 con el CBA Academy Badajoz, club de Liga EBA.

## Internacionalidad
Es internacional en categorías inferiores con la selección nacional de Malí, con la que disputó el Afrobasket Sub-18 en 2022 con tan solo 16 años de edad logrando la medalla de bronce.